# Gen SRRM4
El gen SRRM4 (Serine/Arginine Repetitive Matrix 4), anteriorment anomenat nSR100, i actualment també conegut com nSR100, KIAA1853 o MU-MB-2.76, és un gen que es pot trobar a l'ésser humà. Aquest gen codifica una proteïna anomenada serina/arginina matriu repetitiva 4, en anglès coneguda com a Neural-Specific SR-related protein o Neural-Specific Serine/Arginine Repetitive Splicing Factor. La seva funció principal es troba en l'empalmament alternatiu, procés pel qual es generen mARNs que codifiquen diferents formes d'una proteïna.

## Ubicació

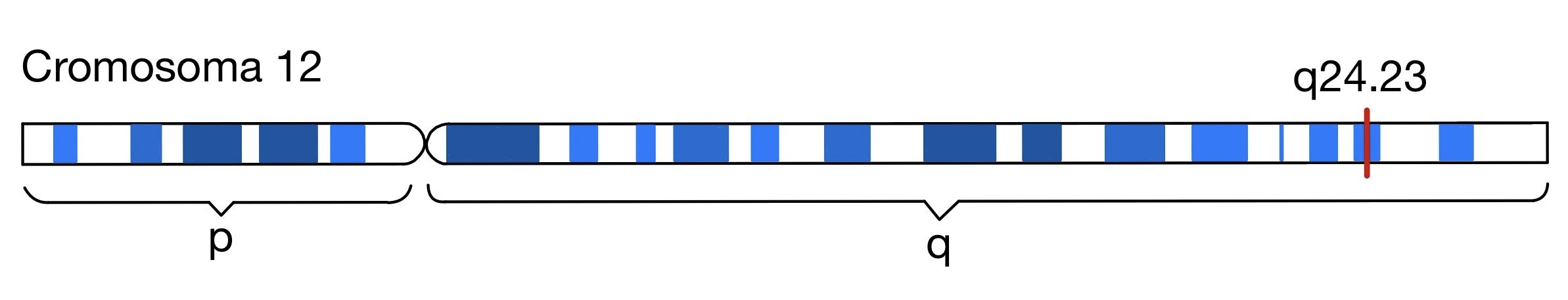
Locus del gen SRRM4 al cromosoma 12 de l’humà.

El gen SRRM4 s'ubica al genoma humà. Concretament, el seu locus el trobem al cromosoma 12, a la banda citogenètica 12q24.23.
La proteïna serina/arginina matriu repetitiva 4 es troba en gran freqüència al nucli de la cèl·lula. Les cèl·lules on més s'expressa el gen SRRM4 són principalment nervioses: les que formen el cerebel, el còrtex, l'hipotàlem, la medul·la espinal i les amígdales de l’ésser humà. Altres dades també indiquen una forta presència en les cèl·lules de la retina.
Els ortòlegs del gen (gens d’espècies diferents que van evolucionar a partir d’un ancestre comú i que mantenen la mateixa funció) es troben en el genoma del ximpancé (Pan troglodytes), del ratolí (Mus musculus), de la gallina (Gallus gallus), del llangardaix (Anolis carolinensis) i del peix zebra (Danio).

## Estructura
La proteïna serina/arginina matriu repetitiva 4 té una mida de 611 aminoàcids i una massa molecular de 68559 Da. Conté diversos dominis bàsics, àcids i polars, així com dominis desordenats. També podem observar estructures secundàries en forma d'α-hèlix.
Els aminoàcids més presents són la Serina i l'Arginina, els quals representen 103 i 162 aminoàcids de tota la proteïna, respectivament. Conseqüentment, un 43,37% dels aminoàcids de la Serina/Arginina Matriu Repetitiva 4 són Serines o Arginines, d’aquí el seu nom.

## Funció bioquímica i la seva expressió

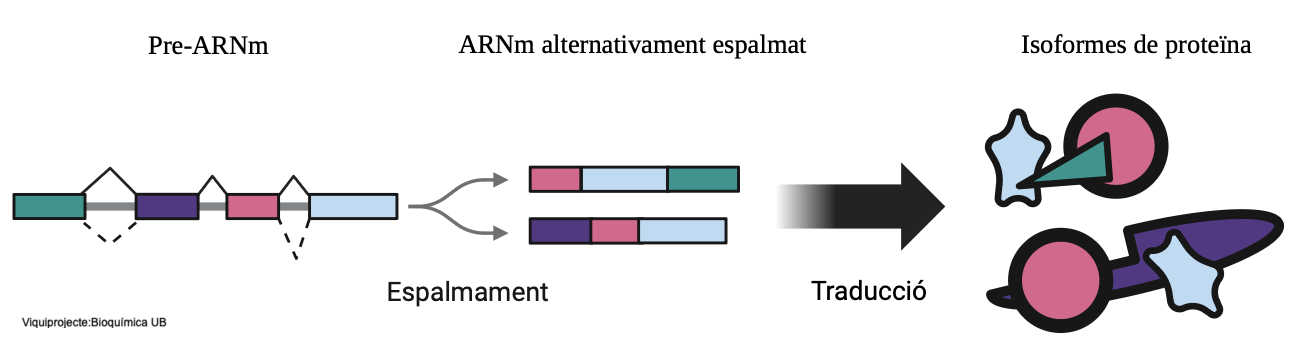
Espalmament alternatiu pre-ARNm i generació de isoformes de proteïna.

El gen SRRM4 té un rol important en la bioquímica de l'empalmament pre-ARNm, un procés fonamental en l'expressió gènica eucariota. SRRM4 és un factor d'empalmament amb una funció essencial en l'empalmament alternatiu, un mecanisme que a partir d'un sol gen genera múltiples isoformes de proteïna. Aquesta proteïna conté múltiples repeticions de dipèptid arginina-serina, que són crucials per a les interaccions proteïna-proteïna amb altres factors d'empalmament, com les proteïnes SR.
SRRM4 facilita el muntatge d'espliceosomes, complexos macromoleculars responsables de l'eliminació dels introns i la unió d'exons durant el processament pre-ARNm. Ajuda a seleccionar llocs d'empalmament específics, influint en la inclusió o exclusió d'exons particulars, generant així diverses isoformes d'ARNm. Aquesta diversitat millora la funcionalitat i la regulació de les proteïnes. La desregulació de SRRM4 pot provocar esdeveniments d'empalmament aberrants i contribuir a malalties, com ara càncer o trastorns neurològics. Per tant, la funció bioquímica de SRRM4 com a factor d'empalmament és vital per al control precís de l'expressió gènica i la diversitat de proteïnes en organismes pluricel·lulars.
Aquest gen, que és expressat en gran manera en les neurones, és un dels principals reguladors que faciliten el reconeixement i la inclusió en un teixit o en cèl·lules de tipus específic dels microaxons, que a diferència dels axons, no tenen exonic splicing enhancers, els quals són essencials per la identificació de les seqüències d'empalmament pre-ARNm per la maquinària cel·lular.
Tal és la importància d’aquesta proteïna, que la seva absència en estudis amb ratolins knockout, és a dir, ratolins on s'ha inactivat l’expressió del gen, s'ha vist nombroses deficiències en el desenvolupament neuronal en el procés d'embriogènesi provocant la mort en la majoria dels ratolins; mentre que en els que van romandre vius van presentar trets d’autisme, de fòbia social i augment de la sensibilitat als estímuls auditius, així com esquizofrènia i epilèpsia associada a una desregulació en els microexons.

## SRRM4 i càncer
S'ha vist que en situacions de càncer, l’empalmament pre-RNA sol estar altament desregulat, normalment degut a alteracions en l’expressió o en l’activitat dels factors d’empalmament. En condicions normals, les cèl·lules experimenten processos de proliferació i de diferenciació que són antagònics; no obstant això, les cèl·lules canceroses tendeixen a utilitzar mecanismes de proliferació, evitant així, la diferenciació.
Alguns assaigs clínics suggereixen que l’expressió del gen SRRM4 regula el mecanisme del càncer, induint un estat cel·lular de diferenciació en lloc d’un de proliferació. Per aquest motiu, les cèl·lules canceroses intenten silenciar l’expressió del gen, evitant el bloqueig de la proliferació de tumors.
Per tant, respecte a la poca quantitat d'exons del gen SRRM4 que es troben fora del cervell, una correcta regulació d'aquest pot interferir en la proliferació d'alguns càncers, deguda a la seva activitat antiproliferativa per induir la diferenciació neuronal.

## Aplicacions biomèdiques
S'ha demostrat que el silenciament d'aquest gen pot tenir beneficis per al nostre organisme. De tots aquests, cal destacar la considerable capacitat de fer disminuir la incidència i freqüència dels atacs epilèptics. A més a més, gràcies al seu silenciament també s'ha aconseguit prevenir la pèrdua neuronal, millorar l'hipermetabolisme local i activar els astròcits, que són unes cèl·lules del SNC (Sistema Nerviós Central) que, entre d'altres, donen suport mecànic al teixit nerviós.
Un exemple més específic d'aquest gen en biomedicina és l'estudi que es va dur a terme per establir una relació entre l'expressió de l'RNAm de Taf34' i el factor d'empalmament SRRM4. En aquest estudi, que es va centrar a explorar els patrons d'expressió del gen a cervells de ratolí, s'arribà a la conclusió que SRRM4 i Taf34' s'expressen amb preferència a neurones postmitòtiques. El punt és que, les dades obtingudes suggereixen que l'empalmament neuronal és qui condueix al canvi d'expressió de cTaf1 a Taf34' (isoformes amb regulació temporal). En definitiva, l'estudi va permetre confirmar la dependència del microexó 34' amb SRRM4, demostrant que la reduïda incorporació del microexó 34' a l'RNAm de Taf1 està relacionada amb la reduïda expressió del gen.